# 性愉悅
性刺激是指任何增加或維持性兴奋狀態的刺激。該些刺激亦有可能使人達至性高潮。儘管人們可在沒有生理刺激的情況下進入性興奮狀態，但若要達至性高潮，則一般需要生理上的刺激。
「性刺激」一詞通常在指對性器官進行的任何刺激，但其也可能涵蓋對身體其他部分的刺激、感官上的刺激（比如視覺和聽覺）、心理上的刺激（比如文字、性幻想）。若男性陰莖和女性陰蒂獲得充足的刺激，那麼受刺激者通常就會達至性高潮。性刺激可由當事人自身（自慰）或性伴侶（性交等性行為）提供。此外當中亦可運用道具物件來進行刺激。
一些人會對其性伴侶進行性高潮控制，即以控制刺激水平的方式來使性伴侶於較遲時間才達至性高潮。

## 物理刺激

男女身體上的性感帶

### 概論
物理上的性刺激以刺激性器官或其他性感帶為主。涉及到對性器官進行物理刺激的行為有自慰、感官按摩、性交、手交、指交。該些身體部分的敏感神經受到刺激時，受刺激者一般便會感到性興奮，並令其腦部釋出使人感到愉快的化學物質（内啡肽），使人在心理上更為渴望這種刺激。人們亦可在觸摸性伴侶的性器官或其他身體部分的過程中感到性興奮。刺激龜頭和陰蒂會觸發球海綿體肌反射。
性玩具是指一些専門用於為受刺激者提供性刺激和愉快感的物件:30。它們可為當事人自行使用，亦可在跟伴侶性事過程中加入之:10。它們可提供人體不能提供之刺激:29。
人類使用性玩具去進行性刺激的歷史已有千年之久。考古學家發現，旧石器时代的人類已經會造出由矽石製成，兼經過打磨的假陰莖。此外古人亦會製作以骆驼粪和树脂為原料的假陰莖。歷史學家尚不清楚它們有著怎樣的用途——它們可能是為宗教仪式而製造出來，亦可能是為了個人享樂而誕生。目前已知祈求多產的仪式當中會使用假陰莖。 不過古希腊人會以皮革或动物肠道包著雕刻好的假陰莖，用以使其質感更自然。 古羅馬人則製作了可供兩人使用的雙頭假陰莖。古代中國的假陰莖則由青铜等金屬製成，其中一些甚至可往內注入液體，以模擬男性的射精。當時中國上流社會的男性不少都納了妾，故此她們便在僧多粥少的情況下需用到假陰莖取樂。古波斯人視处女膜的血為不潔之物，該些血液丈夫應避免接觸。故此在結婚的前一晚，當地的聖人會以由石頭製成的假陰莖把處女膜破掉，並藉此確認該名女性是否屬於處女之身。

### 性器官以外的刺激
除了性器官外，人們亦可靠著刺激身體其他區域，來使受刺激者感到性興奮。

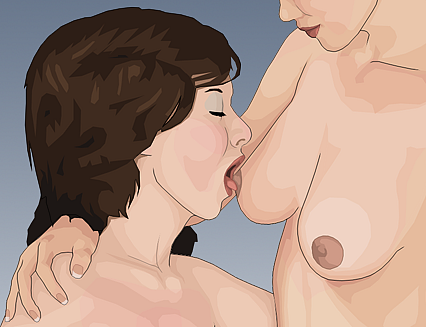
上圖展示了對乳頭進行性刺激的例子

乳頭：2006年的一項研究訪問了301名受訪者，當中81.5%的女性表示「刺激乳頭」此一行為會引起或增強其性興奮，59.1%表示曾在性事期間要求其伴侶刺激自身的乳頭。此外亦有51.7%的男性報稱刺激乳頭會令自己性興奮，39%報稱其能增加自身的興奮度。 採用腦神经成像的研究發現，刺激女性的乳房會使感覺皮質的生殖區活化。該項研究發現由刺激乳頭所致的高潮跟由刺激生殖器所致的毫無差異，這亦可能與「腦部的生殖區」（the genital area of the brain）有關。一項研究指出，當女性的乳頭受到刺激時，有關感覺會傳遞到在刺激阴道、阴蒂、子宫颈時同樣會活化的區域。乳头刺激可能会引发子宫收缩，繼而活化「腦部的生殖區」。
大腿：加州理工學院在2012年時，利用核磁共振成像（MRI）去量度異性戀男性在觸摸大腿內側根部時的腦部反應。他們在受試期間會分別觀看兩段影片，其內容有關女子或男子在觸摸他們的大腿內側根部。他們報稱性快感在想像女性進行有關行為時為高。MRI結果亦顯示，他們的躯体感觉皮层在上述情況中最為興奮。該項研究總結道，觸摸大腿內側根部可產生性刺激。
唇：嘴唇包含了大量的神經末梢，故此它也屬於性感帶。與女性相比，男性更傾向於報稱在刺激嘴唇時獲得更高的性快感（見下個章節）。除了觸摸嘴唇外，異性戀男性亦可在觀看女性嘴唇的過程中感受到刺激。此外男性更偏好於擁有飽滿嘴唇的女性 ，因為這點往往能夠顯示出其較年輕。
頸：一項找來了800名研究對象，並要其就身體上41個部位的性感覺強度進行評分的研究顯示，與男性相比，女性更傾向於報稱刺激頸部能帶給人較高的興奮感。

### 性別差異
以下圖表顯示了兩性在性感帶上的不同之處，並列舉了兩性認為最為使人感到性興奮的區域。每個評分都以在受到觸摸時的興奮程度為準，最低分為0分，最高為10分。除了阴茎或阴蒂等专属于某一性别的身体部位外，兩性的性感帶许多都是共通的，而且它們一般包含很多神經末梢。女性比起男性更容易因為性器官以外的刺激而興奮。
| 女性         | 女性   | 女性   | 男性         | 男性   | 男性   |
|              | 平均分 | 標準差 |              | 平均分 | 標準差 |
| ------------ | ------ | ------ | ------------ | ------ | ------ |
| 陰蒂         | 9.17   | 2.12   | 陰莖         | 9.00   | 2.50   |
| 陰道         | 8.40   | 2.35   | 口/唇        | 7.03   | 2.68   |
| 口/唇        | 7.91   | 2.27   | 阴囊         | 6.50   | 3.72   |
| 後頸         | 7.51   | 2.70   | 大腿內側根部 | 5.84   | 3.39   |
| 乳房         | 7.35   | 2.73   | 後頸         | 5.65   | 3.50   |
| 乳頭         | 7.35   | 3.15   | 乳頭         | 4.89   | 3.79   |
| 大腿內側根部 | 6.70   | 2.99   | 会阴         | 4.81   | 4.10   |
| 後頸         | 6.20   | 3.15   | 陰毛線       | 4.80   | 3.82   |
| 耳           | 5.06   | 3.40   | 後頸         | 4.53   | 3.42   |
| 下背         | 4.73   | 3.38   | 耳           | 4.30   | 3.50   |

### 內部刺激：性興奮的刺激轉移理論
根據刺激轉移理論，身體既存的某種興奮可轉換至另一種興奮。比如運動過後的興奮感對於一些人而言可能是一種性刺激，並且能夠將之轉換成性興奮。在一項研究中，受試者先會去進行一些身體鍛煉，然後在不同的恢復階段中觀賞一部情色電影，評估其為自身帶來多少興奮。結果顯示，與已經完全恢復的研究對象相比，還有興奮殘留的研究對象較傾向於認為電影為自己帶來更高程度的興奮。這顯示在沒有外界刺激的情況下，運動中的興奮殘留能夠轉化为性兴奋。

## 感官
人類性反應是認知、情感、生理過程互相配合後所出現的結果。儘管人們在談及性刺激時，重心很多時候都會放在對性器官或其他性感帶進行刺激，以及性幻想這兩點上，但像視覺、嗅觉、聽覺般的感官刺激亦有可能使人性興奮。

### 視覺
视觉上的性刺激可能是得到最多研究的非觸覺性刺激。窺視症行為是有關刺激的明例——從事相關行為者會暗中觀看他人的裸體或性事場景。儘管這種性偏離不為社會接受，但其也佐證了人類可透過視覺來進行性刺激。此外色情作品本身也是视觉性刺激的例子。社会和媒体普遍认为男性對於視覺性刺激的反應比女性更大。這點可在金赛的研究結果和主導色情製品業的「男性凝视」中看出。不過女性亦可透過视觉性刺激來獲得性兴奋。一項以情色影片來對受試對象進行视觉刺激的研究顯示，儘管顯著較多的男性報稱對有關內容感到性興奮，但女性組對影片的主要反應同樣是感到性興奮。他們在觀看影片時的生理反應亦符合性興奮的特徵（比如尿中肾上腺素水平增加）。之後一項研究顯示，男性在僅觀看情色电影的情況下，其陰莖就能完全勃起。
多項有關視覺性刺激的研究發現，當有關性興奮出現時，當事人的边缘系统、旁边缘系统、皮质結構就會活化，同時顳葉皮質會失活——物理上的性刺激同樣會使人出現這些反應。

### 嗅觉
嗅觉訊息對於人類性行為當中扮演重要角色。一项调查嗅觉性刺激的研究发现，男性會对女性香水產生性興奮。當中研究對象會對嗅觉刺激和感受到的性興奮進行評價。研究者亦在實驗期間透過功能性磁共振成像掃描對象的腦部。結果顯示女性香水的嗅覺刺激會使男性與性興奮相關的腦區活化。
從演化的角度而言，人類繁殖策略上的性別差異有助於解釋氣味在性興奮當中的重要性——氣味与免疫学特征和後代的生存能力有关。嗅觉线索可能會觸發人們遺傳下來的近親性交迥避機制。一項研究顯示，男性在選擇伴侶時會把視覺和嗅覺訊息放在同等位置看待，而女性則把嗅覺訊息視為最重要的變量。此外女性會把體味視為眾多感官刺激當中，最對慾望構成負面影響的因素。

### 聽覺
聽覺刺激可能會強化性興奮度和快感。灵长类动物和人類常於性興奮和性行為期間從口中發出聲息——比如叹息、呻吟、深快的呼吸、在高潮时发出狂喜的尖叫声。對於兩性而言，該些聲息能使人高度興奮，為性反應創造正反饋。叫床可能使交配者互相性刺激對方。
即使沒有觸覺上的配合，聲音本身就可以使人高度性興奮。商业色情材料（主要面向男性）廣泛採用令人興奮的声音。早在1920年代起，便有歌手藉著低吟來產生情色效果。歌舞杂耍表演爵士歌手經常將性愛的聲音融入到歌词之中。像《性高潮》（由王子所創）和《你一定愛到球》（由马文·盖伊所創）般的當代音樂加入了女性性高潮時所發出的聲息。研究顯示，音樂可在聽覺上對人產生性刺激。一项情绪诱导研究發現，接触某些音乐可使男性的阴茎勃起和增强主观的性兴奋程度。另一項類似的研究則顯示，女性雖不會對某些類型的音樂產生生理反應，但仍報稱指的確提升了主觀性興奮程度。之後亦有研究探討了聽覺刺激跟性快感體驗的關係。結果表明，儘管成為研究對象的男性對視覺刺激產生最高程度的生理和主觀性興奮，但他人的口語亦能使他們興奮——這意味着聲音的確可作為性刺激的手段。

## 心理刺激
當人進入性興奮狀態時，其情感、慾望、吸引力、生理都會出現變化。这些不仅可以以身體上的刺激達至，像幻想、情色文学、梦境、角色扮演般的心理刺激同樣有着類近的效果。

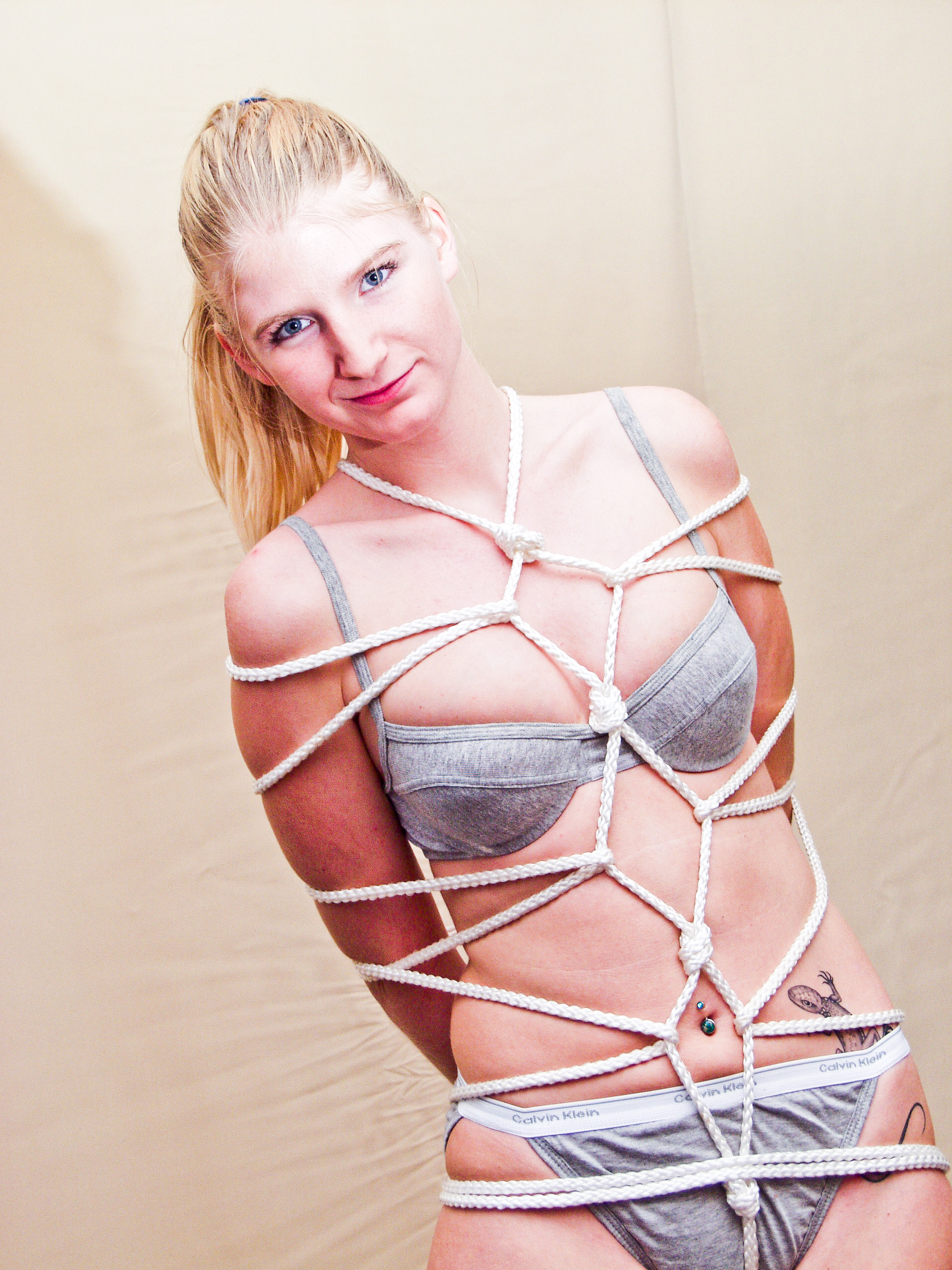
綁縛可以出現在性幻想場景，亦可於BDSM活動中得到實際應用

### 幻想
性幻想是很多人都會從事的心理性刺激。當中人們會在清醒時幻想一段或多段性經歷。與現實相比，幻想的社會或安全限制較少。它給予人們探究於現實不一定從事過的事的自由，且其範圍很廣——從幻想配偶裸體，到幻想跟妖怪從事性行為。常見的性幻想內容有幻想跟愛人從事性行為、回憶起過往的性體驗、幻想與多個伴侶從事性行為。人們亦常幻想一些在現實中不會從事的性行為，以及禁忌/違法的性行為，比如強迫其他人進行性行為、幻想自己被強姦；幻想跟陌生人、少年少女、年紀大於自己的人發生性關係。
性幻想在研究當中十分有用，因為與研究行為相比，研究幻想更能清楚找出男女異性戀者的偏好差別。男女的性幻想主題很多都是一樣的，這點可能是文化影響所致。不過研究者仍能從中找到性別上的差異。男性比起女性更傾向於將自己幻想成主動方。女性則傾向於將自己幻想成被動方。在女性的幻想中，愛意和承諾的佔比較高，男性則更注重視覺幻想和露骨內容。演化視角對此提出了一個解釋。與男性相比，女性的最低育儿投资較高（她们在产子前有9个月的懷孕期，之後便會成為後代的照顧者。而男性的最低投資則只是確保自身基因能夠傳續下去的精子）。因此女性更有可能希望伴侶作出承諾，並提供資源，增加後代的生存機會。
性幻想有着不少好處，比如增加更多的興奮度（與情色文學等刺激物相比）、增加性欲。與伴侶分享性幻想者有着更高的性滿意度。不過人們是否願意分享之則很大程度取決於幻想的實際內容。此外性幻想跟性犯罪有關，性犯罪者经常稱他們曾有過與其犯罪有關的幻想。不過有關幻想在沒從事過性犯罪行為者當中亦屬普遍，他們也不會用幻想去指導自身行為。因此，不能仅以幻想將某人視為潛在的性犯罪者。

### 夢
夜间性高潮，亦稱夢遺，是指男性和女性在睡眠期間射精或達至性高潮。它們在快速動眼期期間發生，亦即人類較常會做夢的階段。這表示春夢本身就能對男性構成刺激，而他們在快速動眼期期間則一般會出現勃起。根據一項調查，多達22%的年輕女性報稱曾在睡眠期間達至性高潮。與學院低年級生相比，高年級生較常發春夢。夜间性高潮跟高度情绪化有關——有的人感受到性興奮，有的人則感受到焦慮。

### 性角色扮演
性角色扮演是指人們透過扮演角色和有關場景來互相性刺激的行為。有關場景可包含幻想和戀物的成分在內，比如BDSM（綁縛與調教、支配與臣服、施虐與受虐）、异岁扮演。人們可形容它為大人版的臨場動態角色扮演遊戲。角色扮演也可以在网上进行，比如透過一則故事或假裝成某個角色，來在心理上刺激對方，過程中並不需親身出現。
角色扮演亦包含眾多帶性場景的同人小說，當中在原作中沒有任何性或戀愛關係的角色會被寫成發生上述關係。

## 延伸閱讀
- Alan F. Dixson. . Oxford University Press. 2012-01-26  [2013-09-28]. ISBN 978-0-19-954464-6. （原始内容存档于2020-08-19）.
- Bruce Bagemihl. . St. Martin's Press. 2000-04-10. ISBN 978-1-4668-0927-7. stimulation.